# Cucina salentina
La cucina salentina è la cucina tipica del Salento, comprendente le tre province di Lecce, Brindisi e Taranto. 
È una cucina, per molti versi, legata alla cultura contadina ma, come d'altronde facile da immaginare per un territorio circondato da 3 lati dal mare, fortemente legata alla tradizione marinara.
Gli ingredienti usati partono dalla farina, quasi sempre di grano duro e poco raffinata oppure dalla farina di orzo per andare verso una quantità notevole di verdure coltivate e selvatiche che la terra salentina può offrire, alle carni di manzo, poco presenti storicamente nella cucina salentina in verità, a quelle molto più comuni di pollo e coniglio, maiale, agnello e soprattutto cavallo oltre, naturalmente, a tutti i prodotti della pesca e ai molluschi e mitili largamente usati. Si è persa la tradizione della carne di asino (salvo qualche ristorante gourmet che ancora mantiene viva la tradizione) una volta abbastanza usata anche per la preparazione di salumi. 

## Primi piatti
Nella descrizione dei piatti più tipici della tradizione salentina non si può non partire dalla pasta fatta in casa: le orecchiette, i minchiareddhi (maccheroncini), le sagne torte (sorta di tagliatelle senza uovo ritorte su stesse), la tria, sorta di tagliatelle spezzetate. Tutti i formati rigorosamente di grano duro o di farina d'orzo o un mix delle due. I condimenti tipici sono il sugo di pomodoro, il sugo con le costine di maiale (u sugu cu lu morsu), il sugo con le classiche polpette (nel Salento si fanno con carne mista macinata, mollica di pane di grano duro raffermo bagnata nel latte, uova, formaggio pecorino stagionato, sale, pepe e prezzemolo, vengono fritte e poi unite al sugo), il sugo di carne di cavallo preparato con la classica ricetta "alla pignata", con una cottura lunghissima (tipo in umido) di pezzi di pancetta di cavallo insieme a cipolla, carota, sedano, alloro, peperoncino e pomodorini in un recipente di terracotta a bassa temperatura (una volta si faceva sotto al camino con una cottura di 4 o 5 o più ore fino al completo amalgama di tutte le verdure in un sugo rosso scuro, saporito e piccante), ma vi sono varianti comuni come il condire la pasta con la ricotta fresca di pecora disciolta in poca acqua di cottura e pepe o in varie altre salse vegetali (pure di fave, cavoli saltati in padella, cime di rapa). Un classico la pasta con le cozze o con le vongole sia nella versione con i pomodorini che in bianco. Piatto delle grandi occasioni la pasta "allo scoglio", in genere minchiareddhi conditi con un sugo preparato con le rimanenze di pesce e mitili invendute dei pescatori, un piatto nato dalla necessità di economia in famiglia di una bontà incredibile. 
Sempre nei primi piatti comunissime sono le zuppe dove la fanno da padrone i legumi e le verdure. U pisceammare, tipica zuppa preparata con gli ingredienti necessari per la zuppa di pesce ma senza il pesce (quindi il pesce a mare, divertente denominazione della ricetta), da mangiarsi con il pane tostato, le cicore a minescia, zuppa di cicorie e parti meno nobili del maiale come la pancetta, i ciciri e tria, minestra pasta, ceci e pezzetti di pasta fritti, I vermiceddhi cu lu stoccu e la suppa te baccalà, zuppe tipiche dei giorni prefestivi (Festa della Madonna Immacolata, San Giuseppe, Vigilia di Natale), preparate appunto con il baccalà o lo stoccafisso (stoccu), olive, uva passa e spaghettini fatti in casa. Immancabili nella cucina salentina le zuppe di fagioli, di ceci e di fave ma anche di un legume quasi scomparso ad altre latitudini: le cicerchie (in dialetto salentino "tolaca"). Non possono mancare le zuppe di pesce fresco come la classica suppa te pesce alla caddhipulina, versione salentina del caciucco molto simile nella preparazione al caciucco alla livornese, o a pastina cu lu pesce, zuppa con una pastina all'uovo fatta in casa e pesce misto in bianco. Un altro classico la minestra di fagioli e cozze.

## Secondi piatti
I turcineddhi, gnommareddhi o 'mboti, involtini di interiora di agnello avvolti nel proprio budello e cotti alla griglia. Usati un tempo anche come cibo di strada.
I pezzetti te cavaddhu, pezzi di carne di cavallo, già descritti in ordine alla preparazione di sughi. Anch'essi storicamente usati come cibo di strada, venivano serviti a mo' di panino fra due fette di pane casareccio. 
La carne in umido, che sia di manzo, maiale, la carne usata per preparare il sugo quale condimento per la pasta viene servita come secondo. 
U purpu alla pignata, polipo cotto nella stessa acqua che emette durante la cottura con verdure varie.
Fritture di ogni specie, dal pesce azzurro al polipo o il calamaro fritto, agli argentini (pesce azzurro molto piccolo che si mangia intero, con testa e spine) in pastella.
I moniceddhi spritti, lumache soffritte in olio con spezie e peperoncino, una squisitezza per palati fini, una quasi esclusività salentina dove si alleva da secoli una particolare varietà di lumache adatte all'uso alimentare, ma nelle prime giornate di pioggia autunnali non è inconsueto vedere i "cacciatori" di lumache per le campagne del Salento in cerca delle lumache andate in letargo durante l'estate e che escono dai loro rifugi sotterranei al primo sentore di pioggia. 
Le triglie salentine alla gallipolina, ricetta che richiede la triglia di Porto Cesareo (una varietà presente quasi solo nei mari prospicienti il Salento), intinte in un pinzimonio e nel pan grattato speziato e cotte alla griglia. 
I mitili vengono preparati in diverse ricette, ma nessuno può dire di aver provato la cucina salentina senza aver assaggiato il crudo di mare alla salentina: ricci, cozze piluse, cozze nere, gamberi rossi di Gallipoli al crudo, fasolari, carpacci pesce vari, il tutto condito con limone e olio di oliva extravergine e da gustare con un rosato DOC di cui il Salento è un grande produttore.

## Verdura e frutta

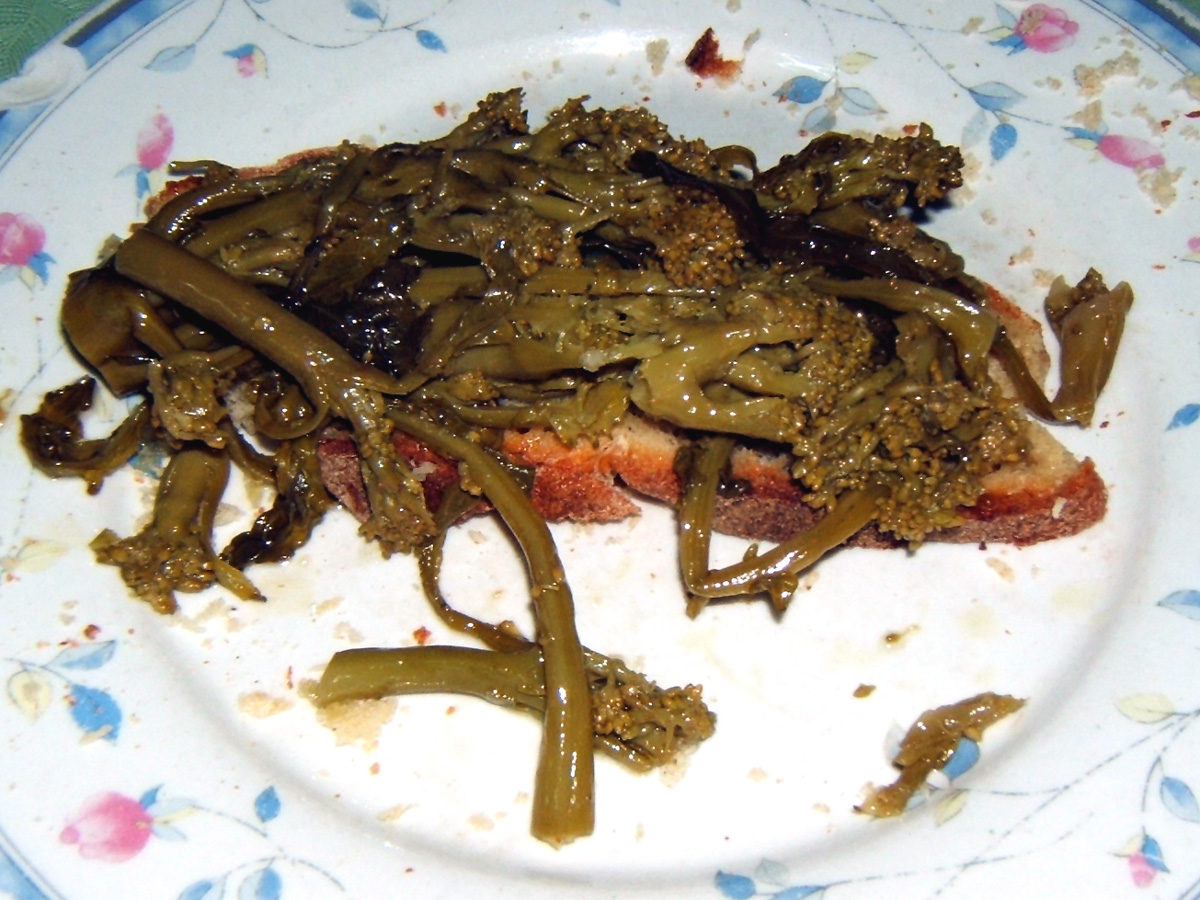
Rapacaule 'nfucate

La cucina salentina si caratterizza soprattutto per la presenza delle verdure che sono il vero fondamento della dieta tradizionale del Salento.
Si troveranno tutte le verdure di stagione: le cime di rapa (o rapacaule), vari tipi di cavolo (verze, mugnuli, cavolfiori, cavoli cappuccio), le bietole da erbette (in dialetto seuche o gneti), il cardo, i pomodori (o pummitori), i peperoni (o pipirussi), le melanzane (o marangiane), i carciofi (o scarcioppule), le cipolle porraie (o spunzali, usati anche come contorno dei legumi); tutti i legumi: fagioli (o pasuli), ceci (o ciciri), piselli (o pisieddhri, come il pisello nano di Zollino che ha ottenuto recentemente il marchio DE.C.O.) e fave (o fae, il baccello intero è invece detto ungulu), fresche in primavera e secche durante la stagione invernale.
Con i pomodori e i peperoni si realizza anche la tipica cunserva mara che è simile a una salsa concentrata.

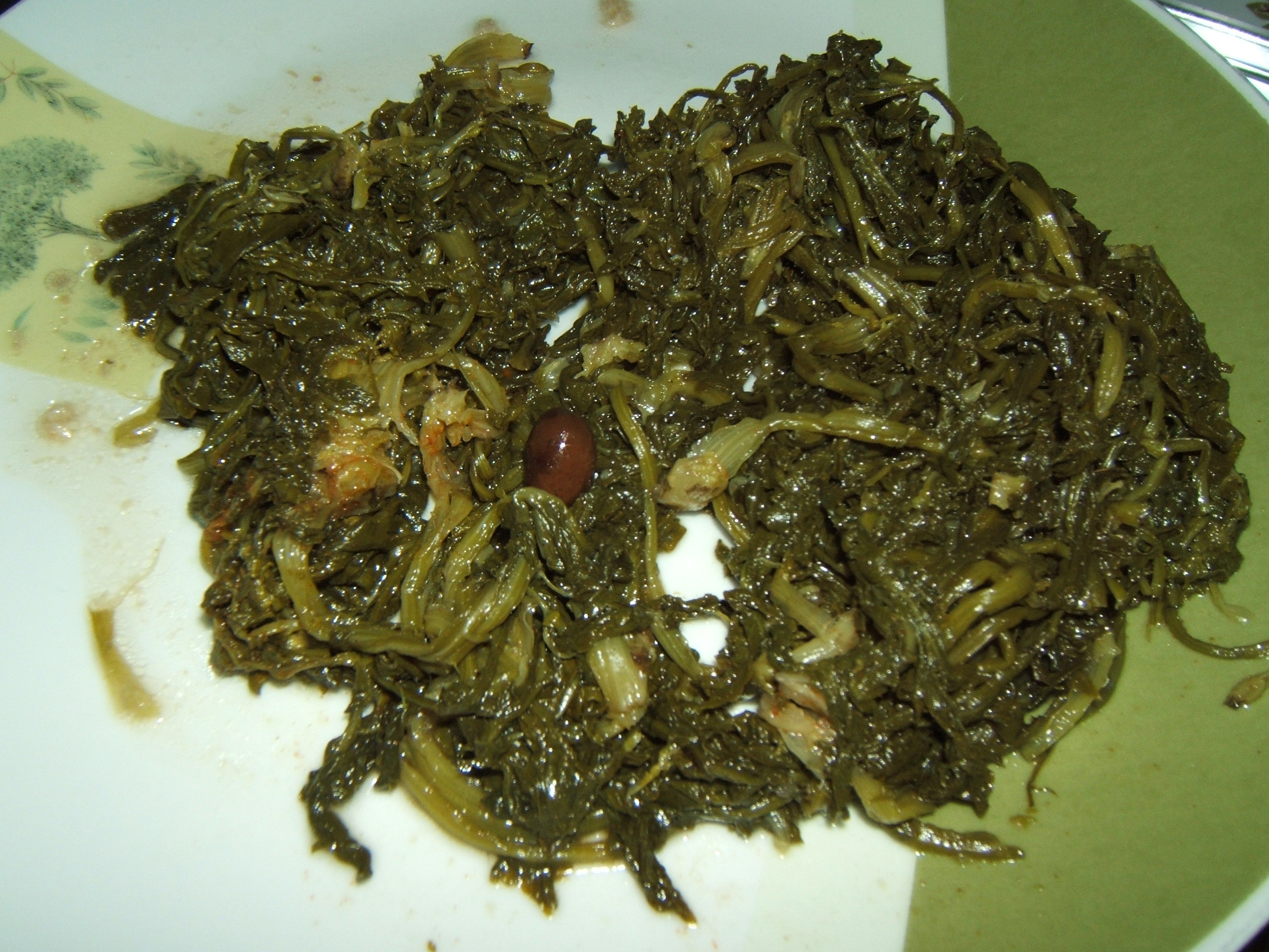
Paparene con le olive nere

Oltre alle verdure coltivate si raccolgono numerosi tipi di verdure selvatiche: le cicorie selvatiche (o cicore reste, cicureddhe reste), il crespigno (localmente chiamato zangune), il tarassaco (o suffiòne che però è poco usato come alimento), l'aspraggine (o sprucinu), l'asperella (o carruzzitula), gli asparagi selvatici, la senape selvatica (in dialetto sanàpi) le cui foglie si consumano cotte ed hanno un sapore simile agli spinaci, i cardi selvatici, le piante del papavero raccolte prima della fioritura della pianta stessa (dette paparìne o paparene) e spesso cucinate con il lapazio (o lapazzu) altra pianta selvatica che cresce spontaneamente nel Salento, infine vi sono i famosi lampascioni (detti anche pampasciuni o ampasciuni o pampasciuli) che sono delle cipolline selvatiche.
Andando verso la costa si trova il finocchietto marino (o rìpili, salissia, erva ti mare, crìtimu, critimi, trìtimu) che cresce sugli scogli bagnati dal mare, lì vicino cresce anche la salicornia (o sàlippici, erva sàusa, salassìa, sàusari, sàusani).
Il piatto forse più tipico della tradizione contadina è la purea di fave sgusciate con le cicorie selvatiche (fàe nette e foje), sintesi sublime di verdure e legumi.
Le verdure e i legumi sono consumati principalmente con il pane o la pasta (spesso fritti in parte), preferibilmente fatti in casa. Si hanno, quindi, piatti come le orecchiette con le cime di rapa e i cìciri e ṭṛia, che sono i ceci con una pasta assomigliante a delle pappardelle tagliate a rombo (alle volte unite ai cavoli per ottenere la cosiddetta massa, tipica della festa di San Giuseppe il 19 marzo). La tradizione cristiana vorrebbe che la ṭṛia rappresenti appunto i trucioli di legno di San Giuseppe, in realtà con ṭṛia gli arabi indicavano la pasta secca. I ceca mariti o muersi fritti sono dei pezzetti di pane fritti, uniti ai piselli secchi o alla purea di fave.
Tra i prodotti della terra va annoverata la patata sieglinde di Galatina, inserita nella lista dei prodotti tradizionali di Puglia.
La frutta che tradizionalmente si consuma nel Salento è quella che si poteva coltivare su terreni particolarmente poveri d'acqua. Nel periodo estivo dominano i fichi in diverse varietà (Abate, Pizzilonga, Fracazzano, Culummara, ecc.). Per poterli conservare nella stagione invernale vengono fatti essiccare al sole, aromatizzati con scorza di limone e alloro e al loro interno si introduce una mandorla sgusciata. Verso la fine dell'estate ci sono i fichi d'India (o ficaligne), caratterizzati da diversa coloritura del frutto. Nonostante la coltivazione della vigna sia perlopiù rivolta alla produzione del vino, tuttavia non manca l'uva da tavola (in particolare, nelle varietà Cardinale, Italia, Regina).
Nel periodo invernale invece si consumano gli agrumi ed in particolare le arance (a volte chiamate anche portacalli) e i mandarini, la cui buccia viene usata in varie preparazioni dolciarie per l'intensa nota aromatica.
Altri tipi di frutta coltivati sono diverse varietà di pere di piccole dimensioni (Petrucina, Franchiddhese, ecc.), le pesche e le percoche (priquechi o mbriquechi), le albicocche (o spergie, pernacocche), le nespole, le susine (o prunelle), le prugne, le ciliegie (o cirase, cerase, girase), le melecotogne (o cutugne), le melograne (site o seti). Ci sono poi le angurie (in dialetto sarginischi, miluni de acqua, malune de acqua) e i meloni (in dialetto malune de pane); questi ultimi in particolare hanno una varietà in grado di conservarsi fino all'inverno. Diverse varietà di meloni immaturi detti caroselli (in dialetto minunceḍḍe o melunceḍḍe, spureḍḍe, cucummari o cucumbrazzi o pagghiotti o barattieddi a seconda delle località) vengono inoltre consumati in alternativa ai cetrioli (qui quasi sconosciuti).
Da segnalare l'uso di frutti selvatici quali i corbezzoli (o rusciuli o frùsciuli), le giuggiole (o scesciule), i gelsi (o gèusi). Ormai in disuso il consumo di carrube (o cornule).

## Funghi

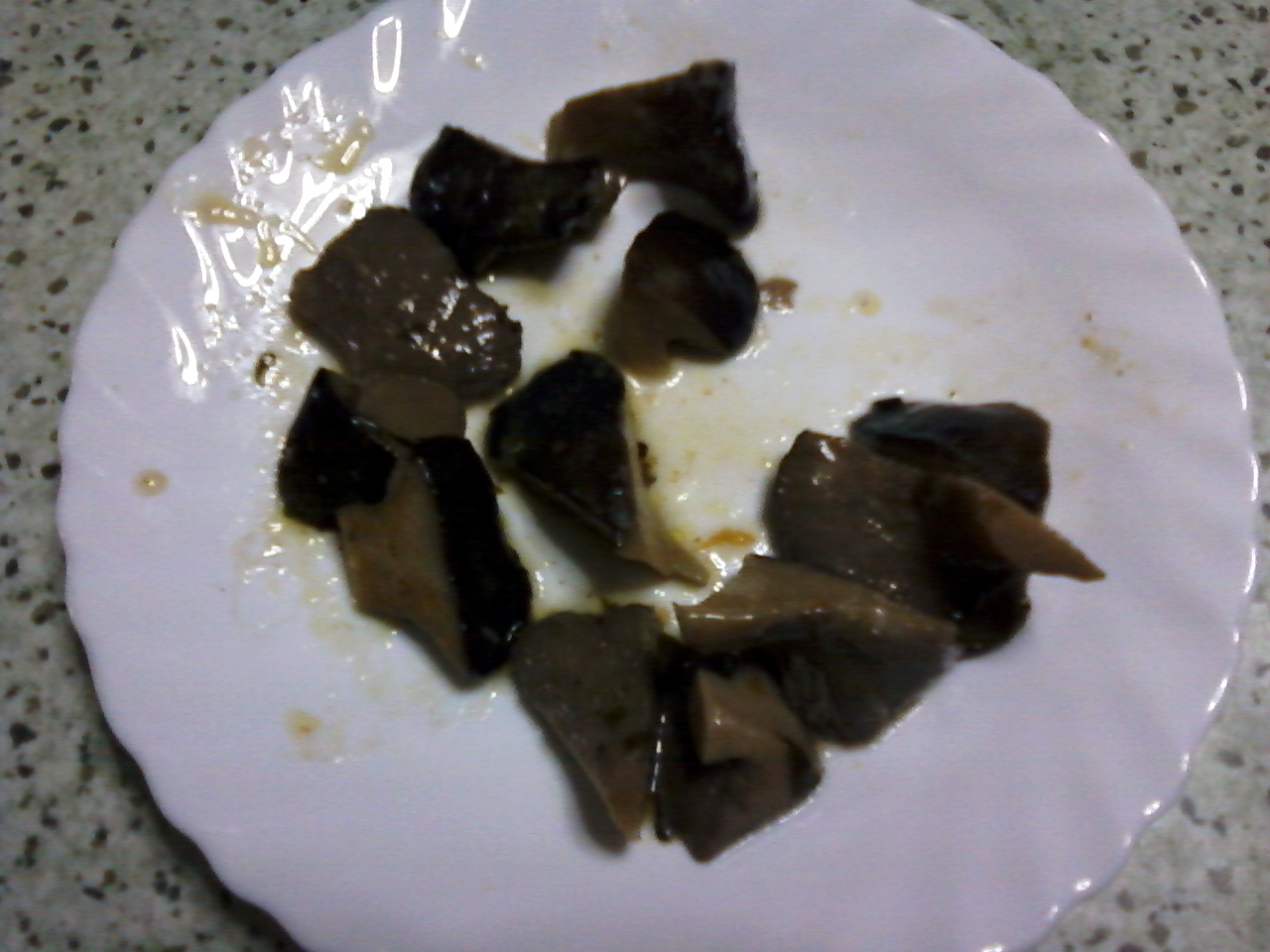
Cardunceddhri

I funghi o funci non sono molto diffusi sul territorio salentino visto che non c'è il tipo di terreno e di clima adatto. Si trovano dei funghi nelle zone più umide quali le pinete. Qui in particolare si trova una varietà detta manitula o munitula o munetula o minitula appartenente all'ordine dei porcini (Suillus collinitus della famiglia dei Suillaceae).
Meno diffusi ma più rinomati, in quanto aventi un gusto prelibato sono i cardoncelli (Pleurotus eryngii, o localmente chiamati cardunceḍḍi), che sono una varietà di funghi prataioli che crescono vicino alle piante di cardo selvatico (da cui il nome).
I marieḍḍi (Lactarius tesquorum uno dei funghi della famiglia dei Lactarius) sono particolari per il loro gusto amaro: vengono consumati nonostante siano annoverati, al pari delle altre specie che emettono lattice sulle tonalità del bianco, tra i funghi (leggermente) tossici.

## Chiocciole

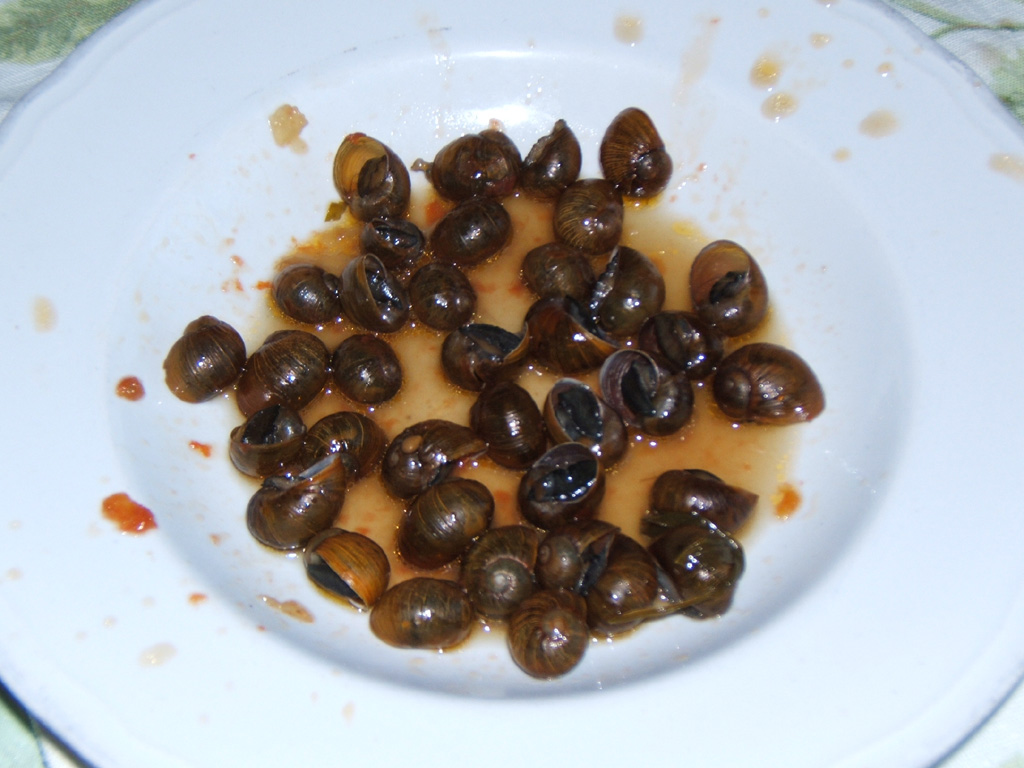
Municeddhi

Di lumache si mangiano diverse varietà tra le quali le municeḍḍe o munaceddhri o cuzziddhri (Cantareus apertus) che sono caratterizzate dal guscio colore marrone (come il saio dei monaci francescani), se invece sono chiuse da una patina biancastra allora sono più costose e si chiamano uddhratieddhri. Cannole è la Città delle lumache, ed ogni anno vi si svolge in agosto la frequentatissima Festa della Municeḍḍa.
San Pietro Vernotico ospita anche la "sagra te l'uddhratieddhru" che però non sembra avere cadenza regolare.
Oltre a queste esistono le cozze piccinne o cuzzeddhre (Theba pisana) che sono di dimensioni più piccole e meno pregiate.
Fra le meno pregiate ci sono anche i grossi cuzzuni (Eobania vermiculata) e i marruchi o pateddi o cirumani(Cornu aspersum).

## Pesce

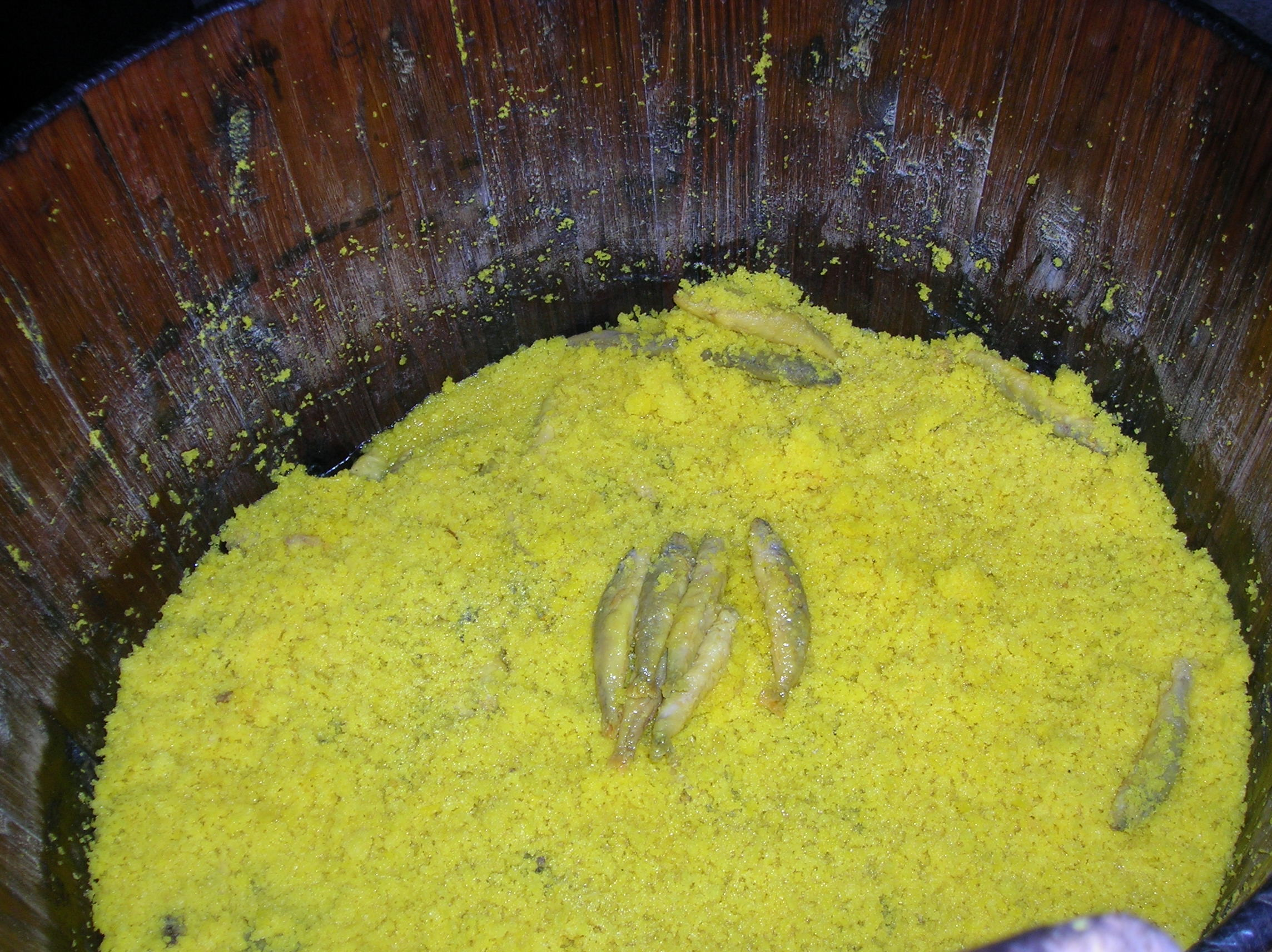
Scapece

Poiché il Salento è una penisola, anche il pesce occupa un posto importante, soprattutto in prossimità delle coste. Domina il pesce azzurro, ma si consumano molte varietà di molluschi e crostacei. Fra le ricette, ricordiamo lu purpu alla pignata, che è il polpo cucinato in umido e prende il nome dal contenitore in terracotta usato per cucinarlo, la pignata (pignatta). Da segnalare anche la scapèce, tipica di Gallipoli, ma diffusa in tutte e tre le province salentine, che è una preparazione che permette la conservazione del pesce per un lungo periodo: si utilizza del pesce azzurro, in particolare una varietà chiamata pupiḍḍi, che vengono fritti e conservati in un preparato di pane grattugiato, aceto, zafferano, olio extra vergine d'oliva. Diffuso è anche il consumo di baccalà che viene consumato nel periodo invernale anche in abbinamento con la pasta.
Fra i frutti di mare molto diffusi sono le cozze (molto diffusa è la cozza tarantina) con cui si preparano la taieddhra e la 'mpepata di cozze. Esistono anche altre varietà tipo le vongole e le cozze patelle.
Nella zona di Gallipoli è presente anche la simulata con le cozze (piatto molto simile al couscous) ed è preparata aggiungendo la semola di grano duro alle cozze.
I pesci comunemente consumati hanno spesso nel Salento nomi caratteristici: lutrini, masculari, ope, spicaluri, bufalàchi, scummari, cazzi de re, parasaule, ma anche nomi più comuni come triglie e merluzzi.

## Carne

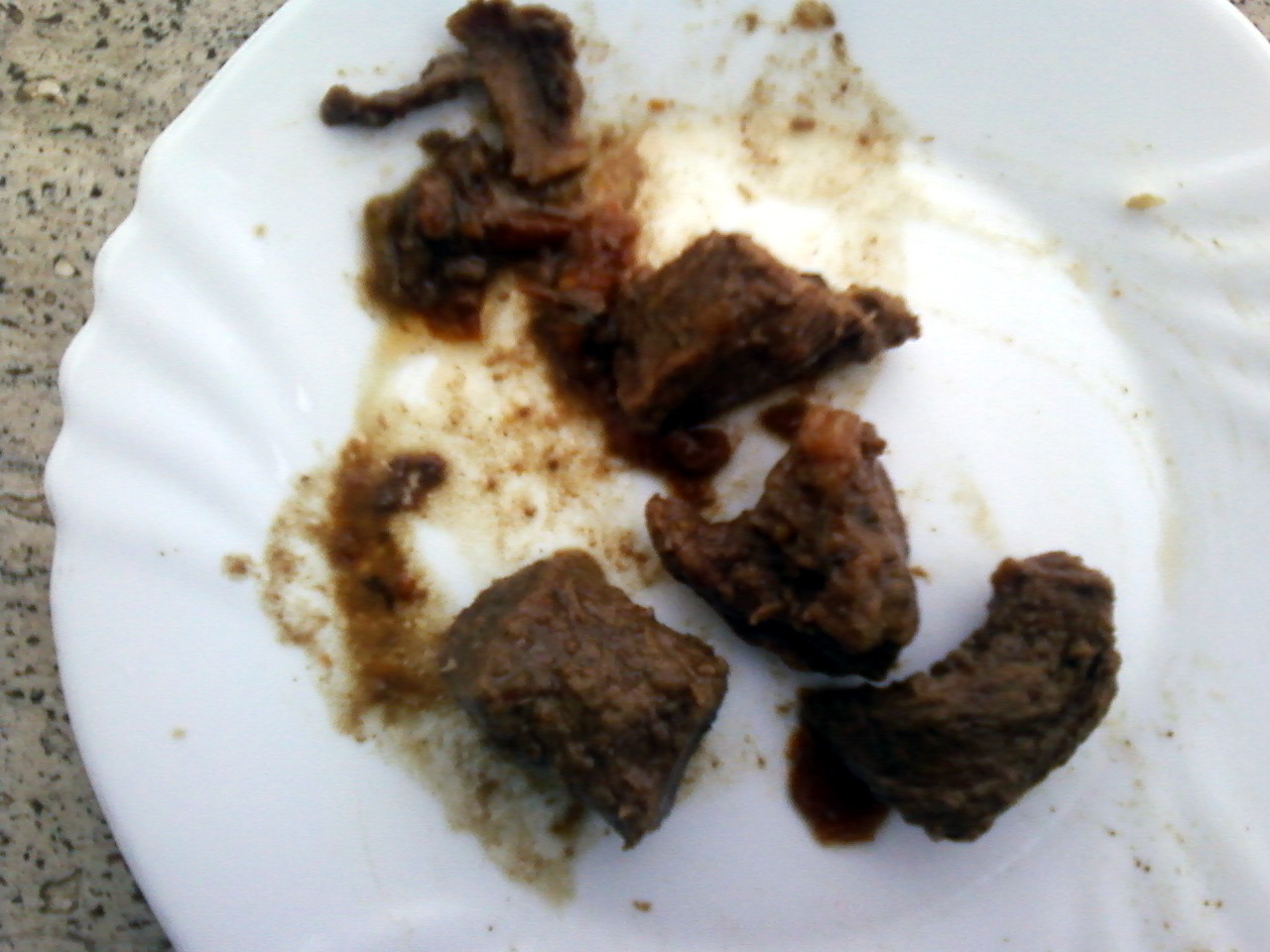
Pezzetti

I piatti a base di carne non sono moltissimi, visto che in passato la maggior parte della popolazione salentina non poteva permettersi la carne sostituita però egregiamente dai legumi. Classici sono i pezzetti di carne di cavallo, chiamati anche solo pezzetti, e i turcinieḍḍi o 'mbrijatieḍḍi o gnemarieḍḍi, che sono involtini ricavati dalle interiora dell'agnello (e perciò preparati nel periodo pasquale). Degno di nota è il puddhu cusutu n’culu, un volatile ripieno di pancetta, cipolle e aglio. Una pietanza divenuta ormai rarissima è il sanguinaccio (sangunazzu) fatto con sangue suino mescolato con cervella di maiale o vitello e cotto nel budello. La carne, dato anche il clima, non viene conservata e non si ha quindi produzione di salumi.

## Pane, friselle, pettole, pitte

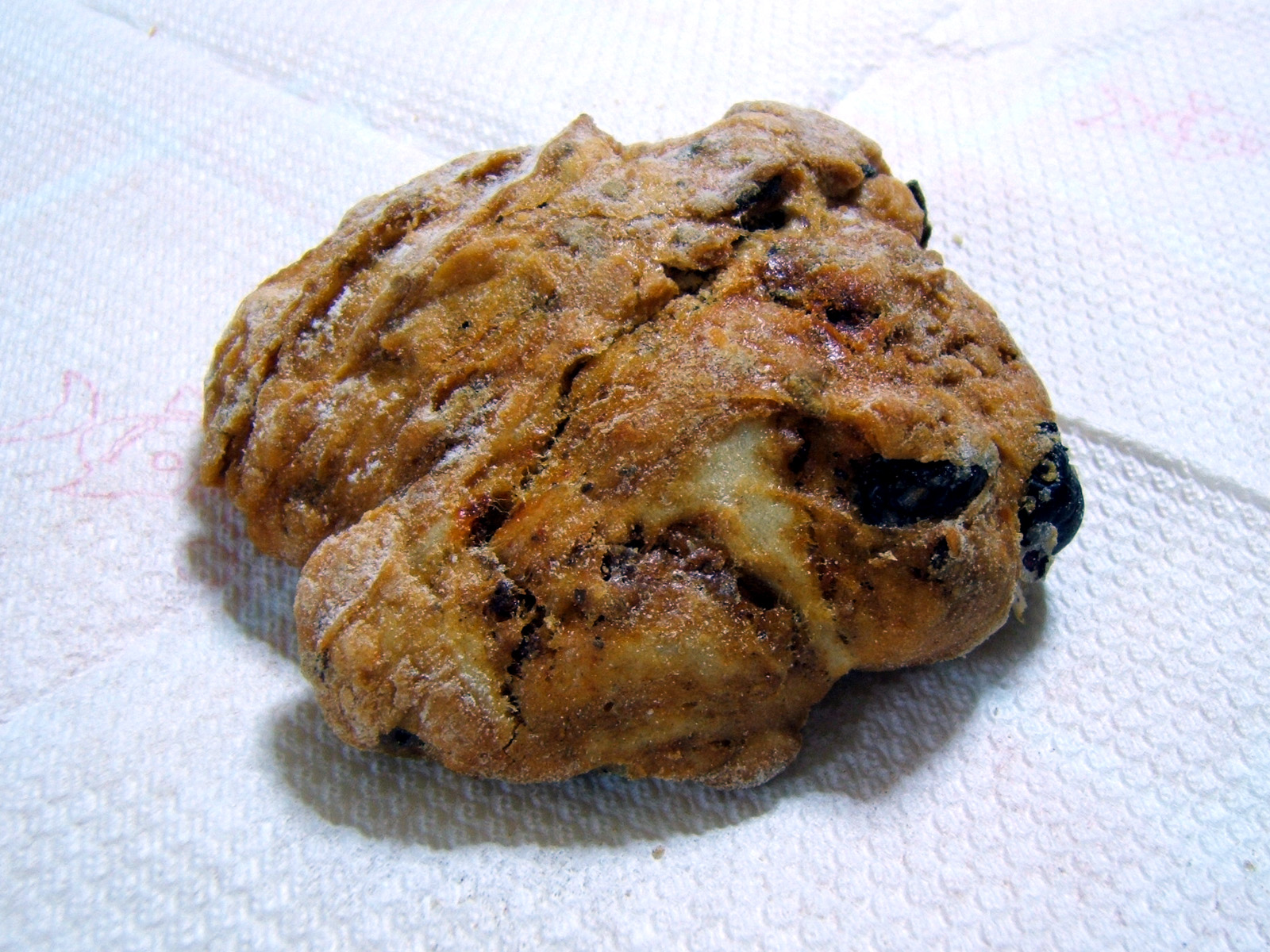
Pizzo

Capitolo a parte merita il pane, che nel Salento viene ottenuto da farine di grano poco raffinate e presenta, dunque, un colore particolarmente scuro a causa della presenza di crusca. Si utilizza il lievito naturale (detto criscituru, criscituni o liatu) e la cottura avviene nel forno di pietra, utilizzando fascine di rami di ulivo che danno al pane un profumo particolare. Altri tipi di pane sono i pizzi leccesi (o pizzionguli, simeḍḍa), di cui una variante sono le scèblasti tipiche della Grecìa Salentina e il pane con le olive (detto anche puccia). Quest'ultimo è realizzato con una farina di grano molto più raffinata rispetto al pane semplice e si ottiene semplicemente aggiungendo le olive leccesine (olive nere di dimensioni particolarmente piccole) all'impasto del pane. I pizzi invece sono ottenuti aggiungendo all'impasto del pane pomodoro, cipolla, zucchine, capperi, olive nere e olio; hanno una forma non ben definita come ci ricorda il nome grico scèblasti che vuol dire, appunto, informe.

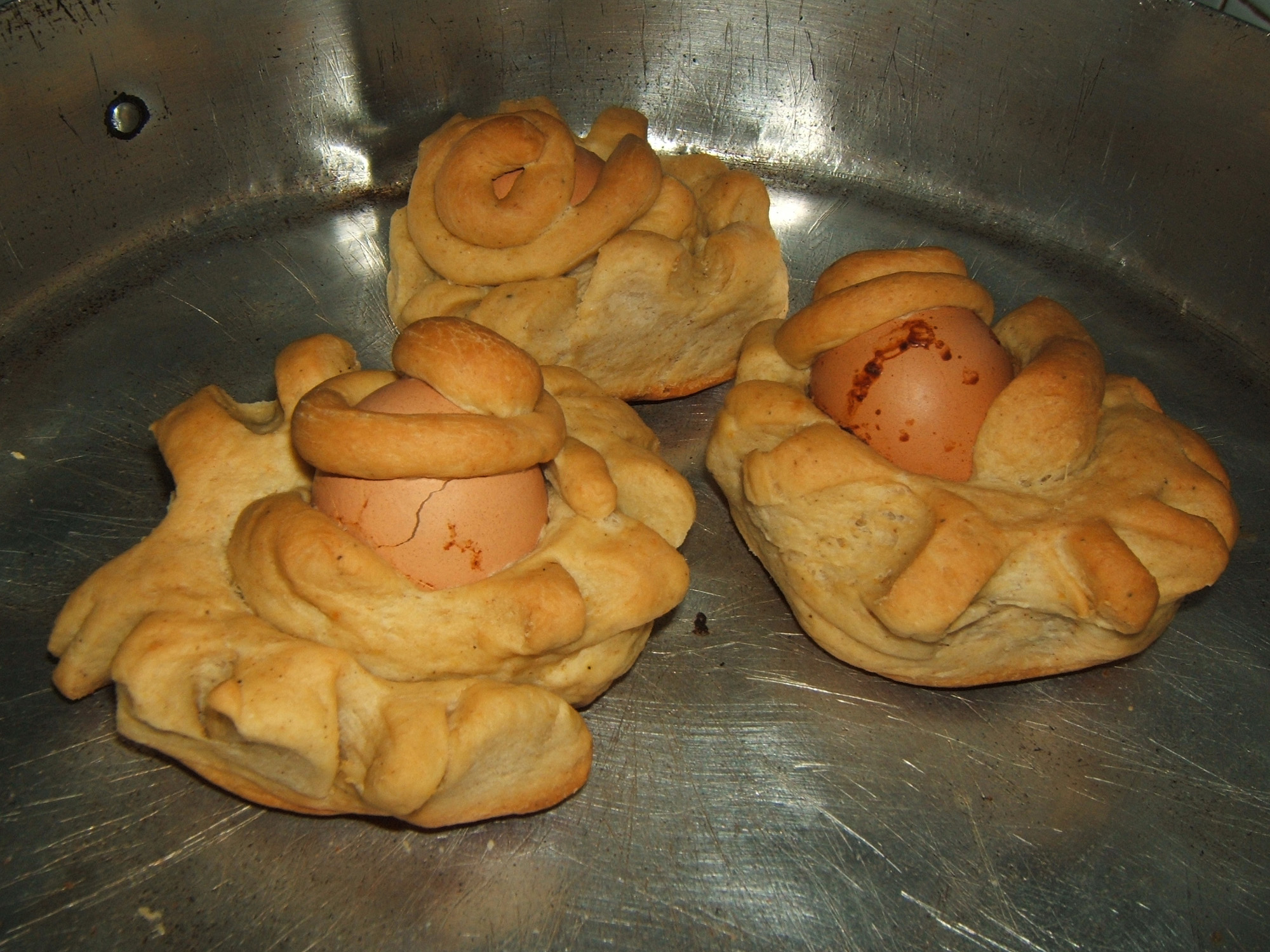
Puddhriche

Fra i prodotti da forno un posto di primissimo piano occupa la frisella o friseḍḍa in dialetto, che è una sorta di pane duro in quanto disidratato, che serviva per essere conservato a lungo in casa. La frisella era preparata con il grano per i ceti più ricchi e con orzo per i ceti meno abbienti, in quanto questo secondo cereale era meno pregiato e quindi meno costoso. La caratteristica principale della frisella è la doppia cottura per cui è possibile definirla anche come un semplice biscotto di farina di grano o orzo. Altrettanto importanti sono i taralli e i tarallini, anch'essi facilmente conservabili per lunghi periodi. Nei forni a legna tradizionali, oltre ai prodotti quantitavamente superiori di pane fresco da taglio e secco da conservazione, venivano prodotti pani speciali con l'aggiunta di olive nere, pezzi di zucca, pomodoro e cipolla (tipo la cucuzzata). Coi fondi dei lavaggi dei contenitori degli impasti si cuoceva un pane di forma molto schiacciata, la pirilla.
Prodotto tipico è poi la pittula, che è una frittella di pasta dalla forma più o meno tonda. Le pittule si preparano tradizionalmente nel periodo natalizio, alla vigilia della festa dell'Immacolata (8 dicembre) e di Natale. Nella preparazione delle pittule si possono aggiungere altri ingredienti come acciughe sotto sale, le cime di rapa, il cavolfiore o piccoli pezzi di baccalà. Molto simili alle pittule sono i cecamariti, con la differenza principale data dalla presenza delle uova e dall'assenza della lievitazione, oltre che dall'aggiunta di diverse verdure tritate.
Per Pasqua si prepara la puḍḍica che è un tarallo dolce o salato (a seconda delle versioni) e comunque molto aromatizzato nel cui impasto si metteva un uovo sodo. Una variante con più uova soda è detta puḍḍicastru, in quanto la sua forma ricorda una fortificazione (castrum). Sempre nel periodo pasquale si preparano delle polpettine con la mollica del pane raffermo e altri ingredienti dette cocule.
Tipica del Salento è anche la focaccia di patate ripiena, la Pitta, di cui esistono diverse varianti.
Durante il carnevale si prepara anche la focaccia di Carnevale (o  fucazza de Carnuale) con ripieno a base di carne di maiale e pecorino.

## Pasta

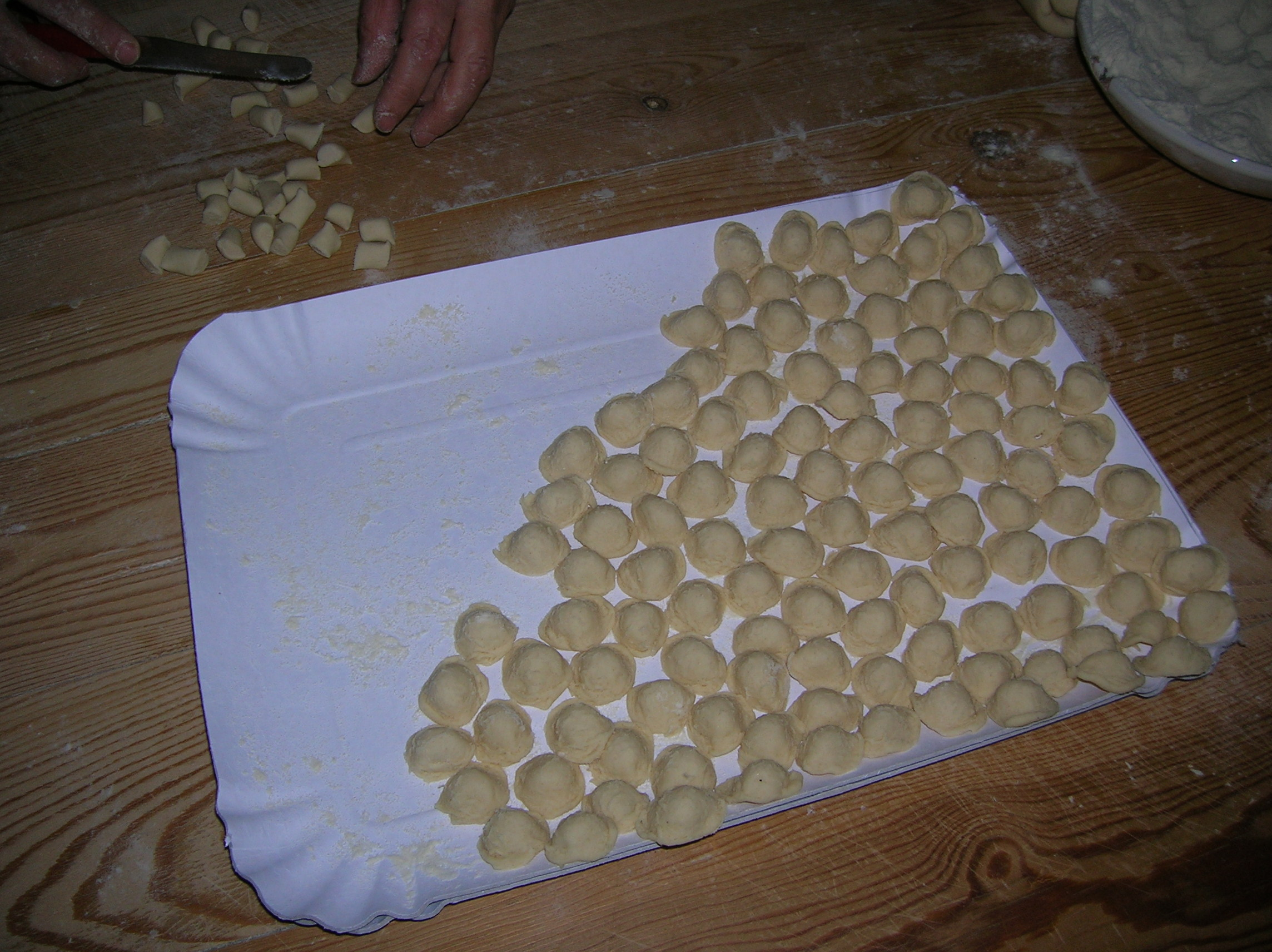
Ricchitee

Anche la pasta come il pane viene prodotta con farina poco raffinata e ha quindi un colorito scuro. Attualmente però si utilizzano anche farine di semola rimacinate mescolate in una certa percentuale con la farina tradizionale che, comunque, resta fondamentale. La pasta fatta in casa veniva tradizionalmente impastata la domenica, giorno della festa e il giovedì. Oltre alla ṭṛia, di cui si è già detto, sono diffuse, come in tutto il territorio regionale, le orecchiette, abbinate spesso ai maccheroncini (detti anche minchiareḍḍi, pizzarieḍḍi o maccaruni).

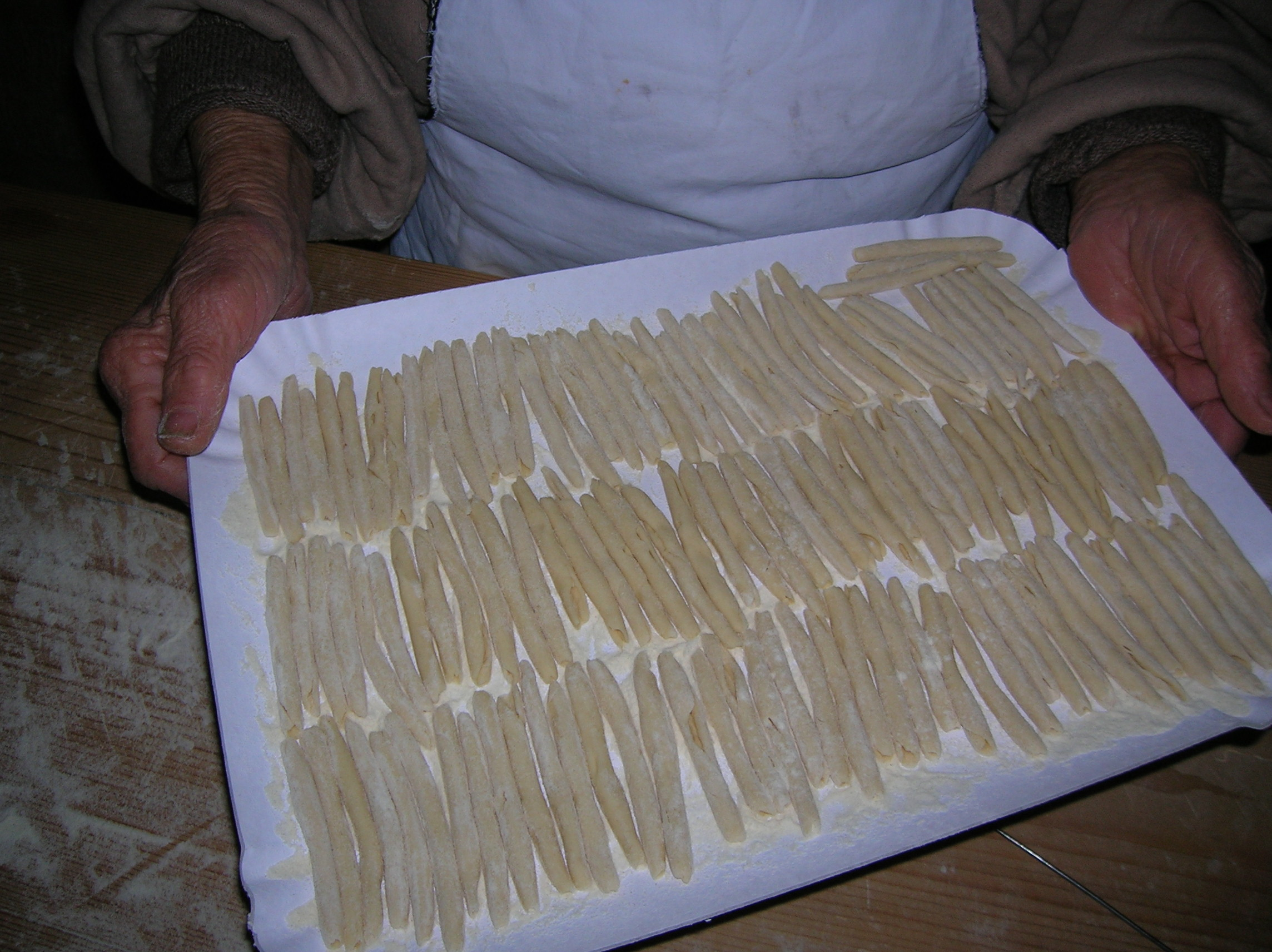
Minchiarei

Ci sono poi le sagne 'ncannulate, che sono delle pappardelle ritorte su sé stesse. Il condimento della pasta è, ovviamente, il sugo di pomodoro. D'estate si utilizzano i pomodori freschi e d'inverno la salsa di pomodoro imbottigliata in estate. Il formaggio grattugiato sulla pasta è il cacioricotta nel periodo primavera-estate e il pecorino o la ricotta (usata senza sugo) nella stagione invernale. Anche la ricotta forte (mischiata con il sugo) è un buon condimento per i palati più forti. In mancanza di formaggio la pasta veniva condita con la muḍḍica, che è la mollica di pane raffermo fritta nell'olio d'oliva.
Oltre che ricavare la farina per il pane e la pasta i chicchi di grano vengono mangiati interi, nel piatto detto ranu stumpatu (grano pestato).
Nella zona di Nardò è presente un tipo di pasta chiamato milaffanti (triddhi nella Grecìa salentina), che consiste in farina di semola mischiata grossolanamente con uova, pecorino, prezzemolo tritato, sale e pepe e infine ricoperta da brodo caldo.

## Rosticceria

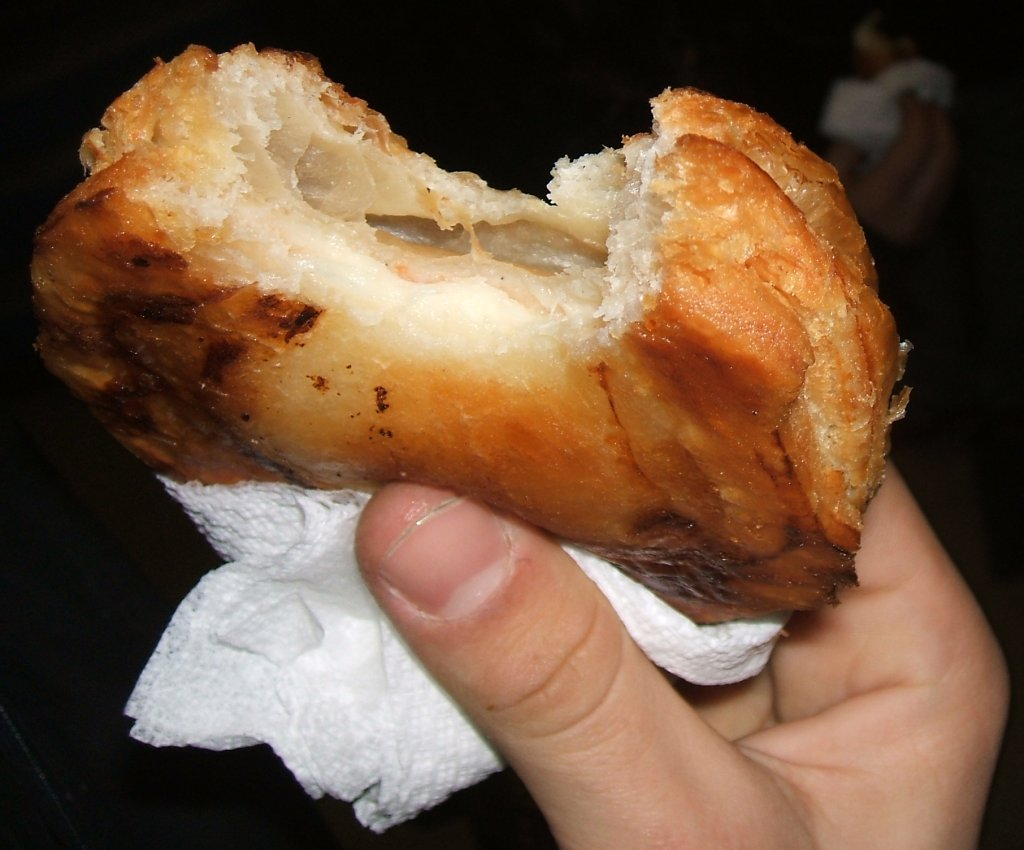
Rustico leccese

Altro prodotto tipico (di origine più recente) è il rustico leccese: è un disco di pasta sfoglia ripieno di besciamella, pomodoro, mozzarella e pepe. Si trova anche il classico calzone nelle varianti fritto e al forno.

## Dolci
La fantasia domina soprattutto nei dolci che risentono dell'influenza del mondo orientale (bizantini e arabi). La presenza di ingredienti quali le mandorle, del miele e della cannella è tipica di molte regioni del vicino oriente e delle coste del mar Mediterraneo. La pasta di mandorle è largamente usata, i dolci che si preparano a base di essa sono innumerevoli. Famosissimo il pasticciotto, un dolcetto di pasta frolla con un cuore di crema al limone.
I dolci salentini presentano una grande varietà. Regina tra i dolci del Salento è la pasta di mandorla che è ottenuta dalla macinazione di mandorle sgusciate e zucchero. Essa assume forme diverse a seconda del periodo dell'anno: nel periodo natalizio viene modellata a forma di pesce (un antico simbolo cristiano che rappresenta il Cristo) e nel periodo pasquale a forma di agnello (anch'esso simbolo del Cristo pasquale). In entrambi i casi la forma di pasta di mandorla viene riempita con marmellata, che tipicamente è la cotognata (marmellata di mele cotogne) oppure la marmellata d'uva locale di varietà negroamaro detta mostarda.

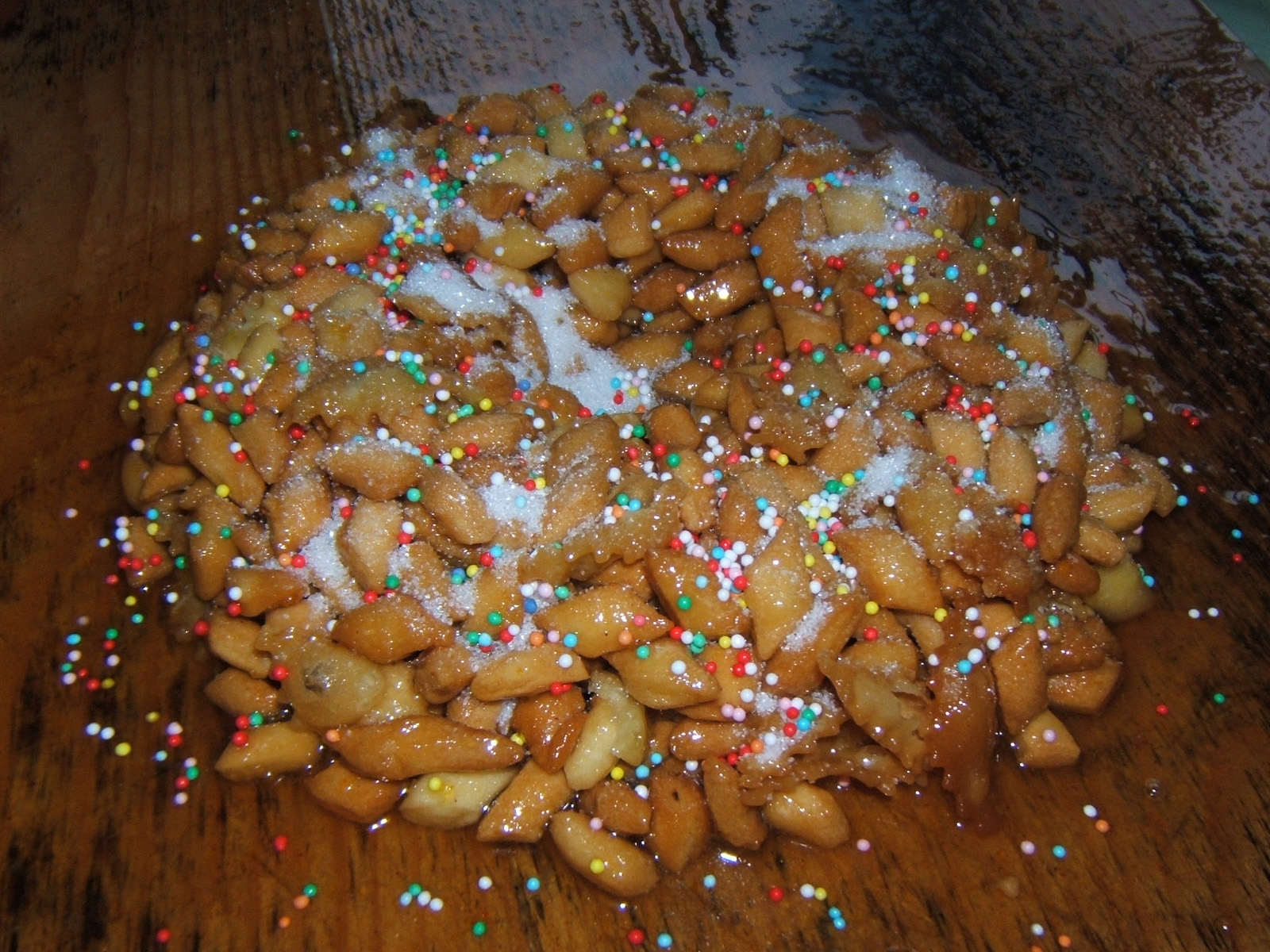
Purciuzzi

Dolci tipici del periodo natalizio sono i purceḍḍuzzi (purciḍḍuzzi nel nord salento, o pizzi cunfitti) che sono delle piccole palline fatte di una pasta dolce croccante fritta e poi girati nel miele e guarniti con pinoli o mandorle e confettini colorati. Una variante è costituita dalla forma più squadrata e denominata carteḍḍate (cartiḍḍate nel nord salento).
Per la festa di San Giuseppe sono presenti le classiche zeppole o zèppule. Una variante delle zeppole è costituita dalle  parigine, la pasta viene modellata come un bignè e poi fritta, subito dopo viene riempita di crema pasticcera, pinoli e uvetta, in seguito viene leggermente caramellata; di solito è presente solo in alcune pasticcerie leccesi e talvolta denominata ecchi de lupu (occhi di lupo).

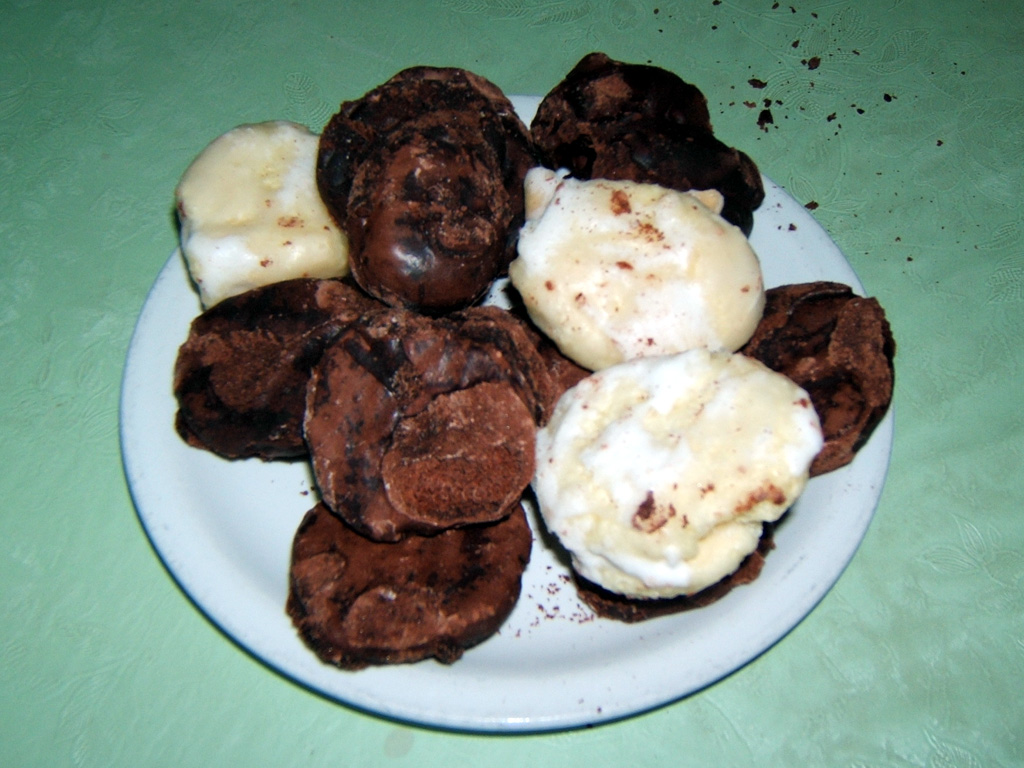
I tipici "mustazzoli"

Ci sono poi i mustazzoli, detti anche scajuezzuli, mustazzueli o mustazzueni, che sono dei biscotti a base di mandorle, cacao e vari aromi tra cui la cannella, rivestiti di una glassa al cioccolato. Gli 'nfocacatti sono a base di farina, zucchero e limone e ricoperti da una glassa bianca di zucchero.
Per le festività di Ognissanti, delle caramelle particolari chiamate fanfullicchie sono tipiche per la città di Lecce e vengono distribuite davanti al cimitero.
Da ultimo, c'è il pasticciotto leccese che è una preparazione a base di pasta frolla (in cui invece del burro si usa lo strutto) e crema pasticciera, realizzato in forme piccole ovali oppure a forma tonda della grandezza di una torta (quest'ultima preferita nel caso di preparazione casalinga). Una variante del pasticciotto è il fruttone, che è riempito di pasta di mandorla e marmellata invece di crema pasticciera e, nella parte superiore, è ricoperto di cioccolato fondente.
Un ingrediente molto usato nella pasticceria salentina è la patata dolce, nella varietà caratterizzata dalla buccia arancio-rossiccia e dalla polpa gialla. Viene utilizzata spesso da sola arrostita nel forno (o sotto la cenere calda) con la buccia, oppure, privata della buccia e tagliata a fette, fritta nell'olio d'oliva e spolverata di zucchero. Con la patata dolce lessata e ridotta in poltiglia si prepara anche un'ottima torta ripiena di ricotta.

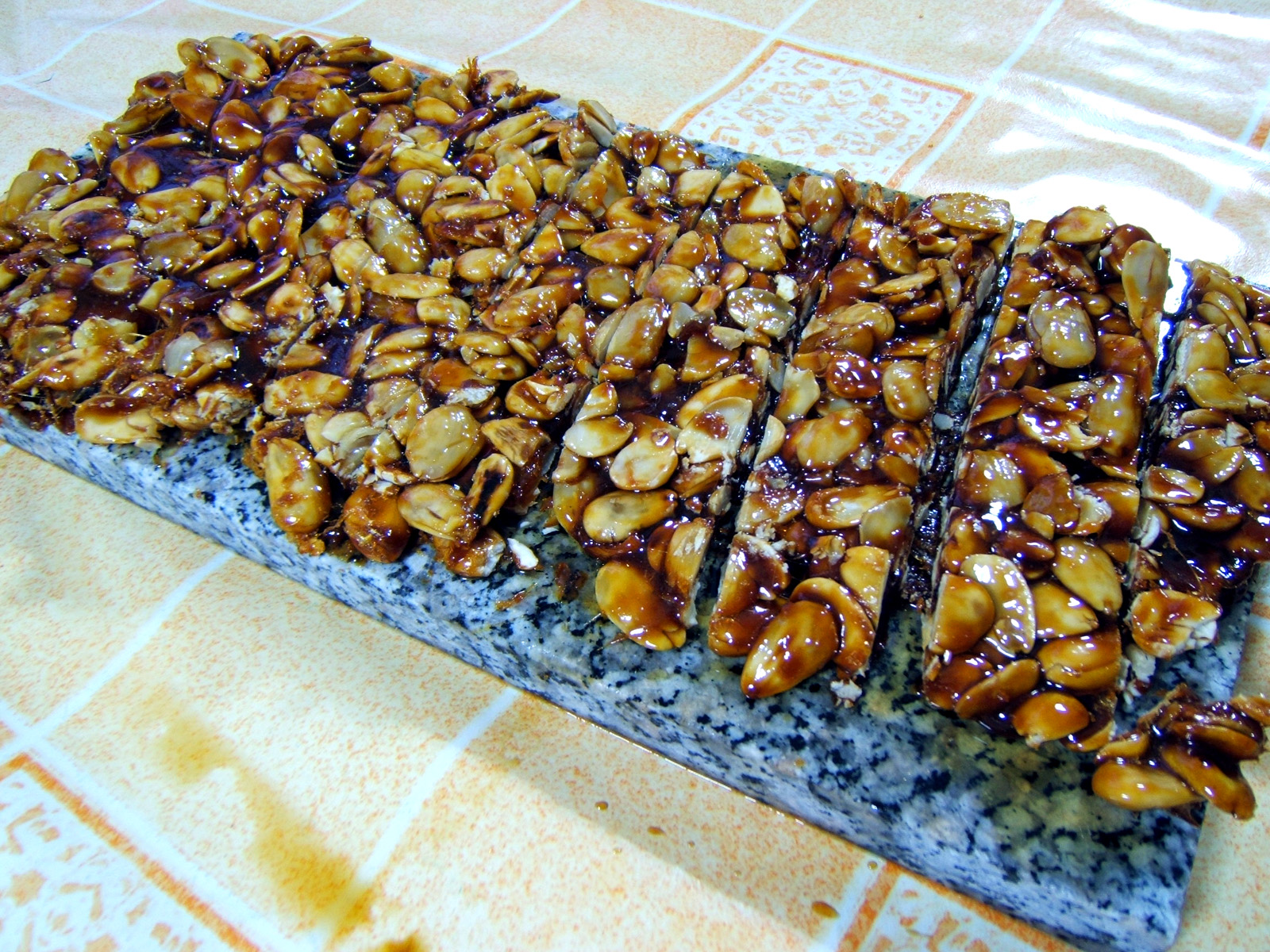
Cupeta appena preparata

Da annoverare tra i dolci anche lo spumone, che è un gelato a base solitamente di tre diversi gusti stratificati nato a Napoli e da lì diffuso in tutto il mondo con alcune variazioni nella composizione (di solito nocciola, cioccolato e pistacchio con aggiunta di granella di frutta secca e/o aromi). Lo spumone viene tradizionalmente solidificato e servito in ciotole rotonde che gli conferiscono la forma di una semisfera.
Vi sono le chinuliḍḍe fatte a mo' di calzoncini con ripieno di marmellata e cotte al forno; le pitteddhre sono simili a queste come composizione però hanno la forma di un cestino con la marmellata al centro.
La Cupeta è un altro dolce a base di mandorle ricoperte da zucchero caramellato e miele.
Dolci ormai quasi dimenticati sono quelli poveri della tradizione contadina: vi erano dolci fatti senza zucchero, fritti nell'olio d'oliva e guarniti con un fico o la marmellata d'uva. Appartengono a questa categoria anche le intorchiate (o intorcinati) con mandorle, che sono biscotti friabili a forma di treccia con le mandorle.
Caratteristiche sono anche le crepes salentine, sono più croccanti rispetto alle solite e quindi è possibile mangiarle in una mano come un cono gelato.
Altro dolce tipico salentino sono le Bocche di Dama, tipico della città di Racale (la tradizione vuole che nasca dalla maestria della famiglia Causo) composto da 2 strati di pan di Spagna imbevuti leggermente dall’amaro San Marzano, farciti con crema pasticciera e glassati.
Sempre nella città di Racale nasce ancora per mano del pasticciere Causo uno Spumone alla crema ripieno di una meringa al cioccolato venduto in tipiche coppe di vetro che poi venivano riportate al negozio come vuoto a rendere. Oggigiorno tali contenitori sono stati sostituiti dalla plastica.
Il dolce si trova a partire dal mese di giugno in concomitanza della festa patronale, San Sebastiano.
I Divini amori sono dei dolci tipici di Gallipoli.

## Formaggi

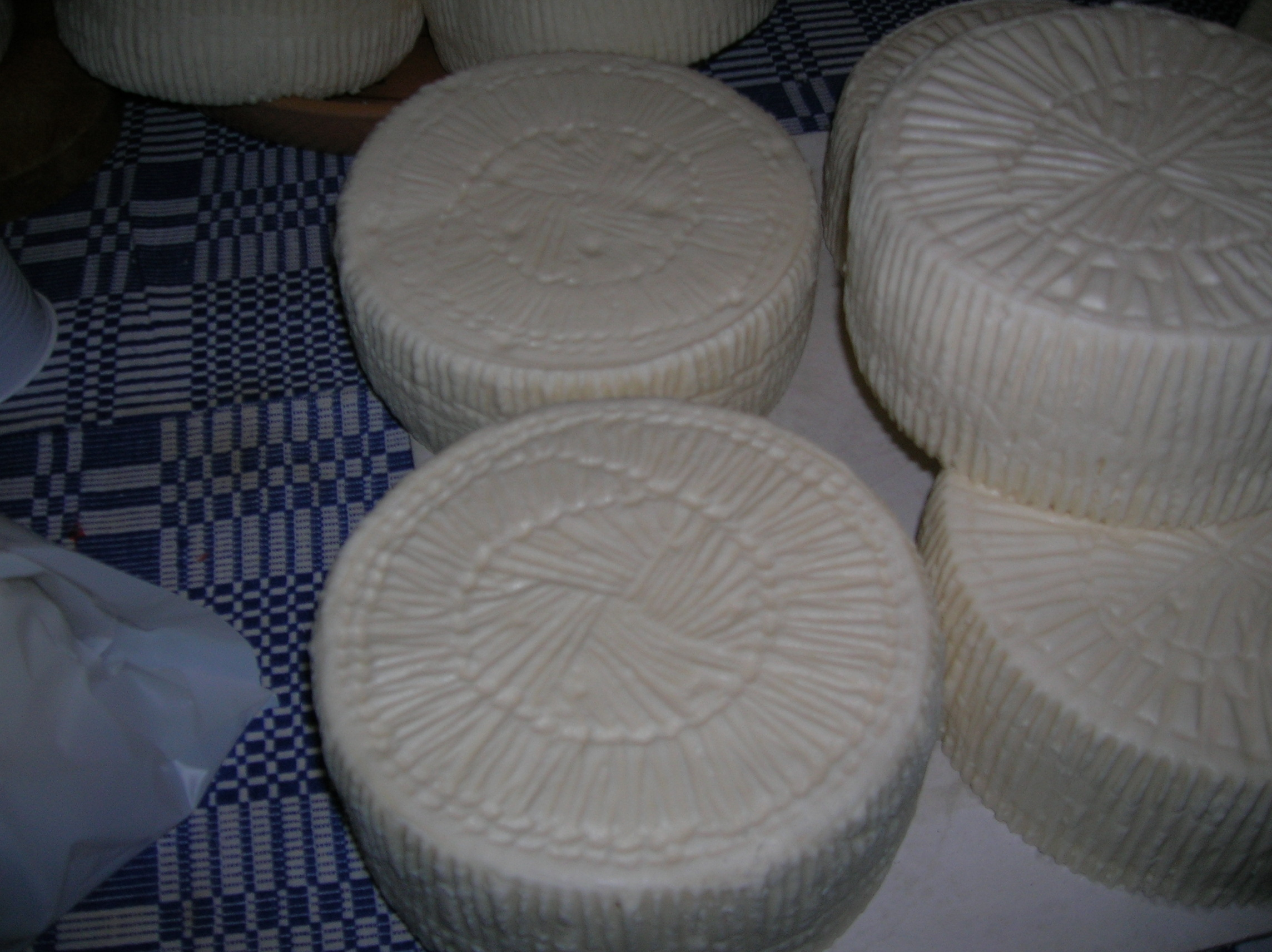
Casurecotta

I formaggi salentini sono tutti di origine ovina data la diffusione dell'allevamento delle pecore e delle capre. Nella stagione estiva si produce il cacioricotta, che si può consumare fresco o stagionato per qualche mese, quando assume un sapore più deciso. Nella stagione invernale il formaggio pecorino e la ricotta. Ottima da aggiungere al ragù o spalmare sulla bruschetta è la ricotta forte (o ricotta 'scante per via del sapore che pizzica il palato), che si presenta come una crema spalmabile e si ottiene dalla fermentazione della ricotta. Meno diffusa è la giuncata, che è un formaggio fresco paragonabile al primo sale, e il cui nome deriva dai contenitori in cui viene posta realizzati appunto con giunchi.

## Olio e olive

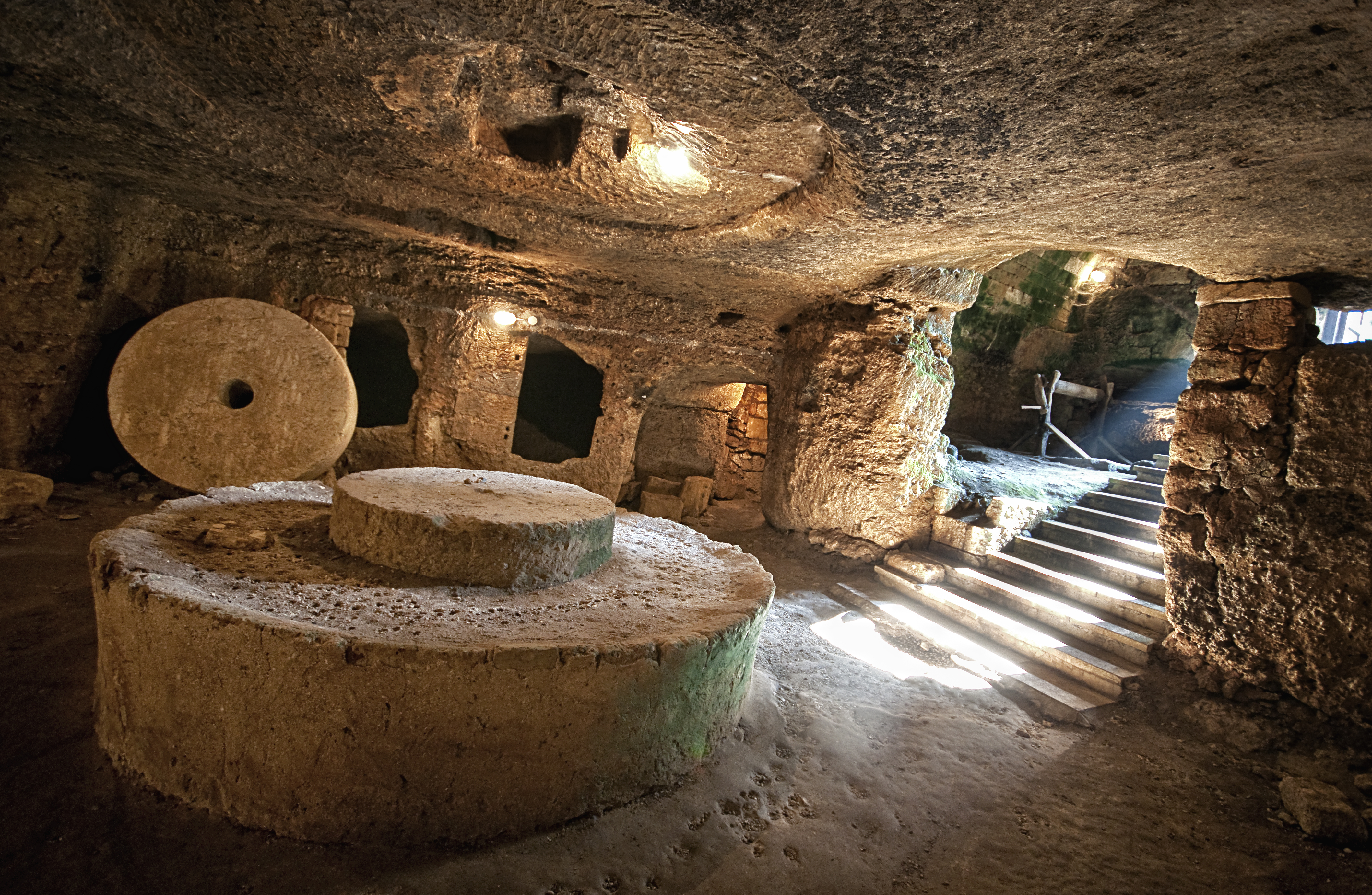
Frantoio Ipogeo

L'ulivo è l'albero più diffuso sul territorio salentino, in quanto è una pianta particolarmente adatta alle caratteristiche del terreno e alla scarsità d'acqua. L'olio d'oliva è dunque la produzione principale del Salento, insieme al vino. La produzione di olio è molto antica, probabilmente risalente ai greci ma diffusasi ampiamente nel medioevo, come testimoniato sia dalla presenza di oliveti secolari che dalla presenza di frantoi ipogei risalenti all'epoca della presenza dei monaci basiliani nel Salento. Attualmente l'olio extravergine d'oliva salentino ha la Denominazione di origine protetta (DOP):
- Terra d'Otranto: ottenuto dalle olive Cellina di Nardò e Ogliarola presenti da sole o insieme per almeno il 60% ed il rimanente da altre varietà, tutte coltivate e trasformate nella provincia di Lecce, nella parte orientale della Provincia di Taranto e nei comuni di Brindisi, Cellino San Marco, Erchie, Francavilla Fontana, Latiano, Mesagne, Oria, San Donaci, San Pancrazio Salentino, San Pietro Vernotico, Torchiarolo e Torre Santa Susanna.
- Collina di Brindisi: ottenuto da olive Ogliarola per almeno il 70% ed il rimanente dalle varietà Cellina di Nardò, Coratina, Frantoio, Leccino, Picholine e altre, tutte coltivate e trasformate nella provincia di Brindisi, in particolare lungo il tracciato dell'omonima strada dell'olio, che attraversa i comuni di Carovigno, Ceglie Messapica, Cisternino, Fasano, Ostuni, San Michele Salentino, San Vito dei Normanni e Villa Castelli.

Insieme all'olio anche le olive costituiscono un importantissimo elemento della dieta salentina. Vengono conservate in salamoia e altri tipi di preparazione come le olive schiacciate (alle volte condite con peperoncino) e quelle seccate.

## Bevande
Parlando di cucina salentina non si può non citare il caffè, in buona misura prodotto da una rinomata torrefazione locale, che viene consumato al bar o in casa in varie modalità, diffuse anche nel resto d'Italia.
La più tipica preparazione di caffè salentina, prevalentemente estiva, è però il caffè in ghiaccio che viene preparato sul momento da una tazzina d'espresso che, dopo avervi disciolto lo zucchero a piacere, viene riversata in un bicchiere con del ghiaccio. A richiesta, lo zucchero viene anche sostituito con il latte di mandorla. Si può anche poi soffiare il caffè nel bicchiere conferendogli una consistenza spumosa e delicata.

## Vino
Nel dialetto salentino, per indicare il vino, oltre a "vinu" si usa più spesso la parola "mieru", che vuol dire "schietto". Tale aggettivo è dovuto al carattere vigoroso e intenso del vino prodotto nel Salento, carattere che portò i Romani a definirlo merum, cioè "vero", in contrapposizione a quello greco, più leggero e annacquato. L'importanza del vino è sottolineata dai festeggiamenti in onore di San Martino di Tours (11 novembre), giorno in cui la tradizione contadina vuole che il mosto si trasformi in vino. I festeggiamenti sono diffusi in tutto il Salento, ma si svolgono in famiglia e con amici e non in forma pubblica. La tradizione prevede che vengano stappate alcune bottiglie di vino imbottigliate durante la vendemmia precedente e l'assaggio del vino novello.
Nel Salento la produzione di vini è ampia e diffusa, ed i migliori di essi sono esportati in tutta Italia ed all'estero. Tra i vitigni più coltivati, il negroamaro, la malvasia, il primitivo, il sangiovese, l'aleatico, il montepulciano, l'ottavianello.

### Vini rossi
Caratterizzati da alta gradazione, quelli che hanno la Denominazione di Origine Controllata (DOC) sono:
- l'Alezio prodotto nella provincia di Lecce.
- il Brindisi rosso prodotto nella provincia di Brindisi.
- il Copertino prodotto nella provincia di Lecce.
- il Galatina prodotto nella provincia di Lecce.
- il Leverano prodotto nella provincia di Lecce.
- il Lizzano prodotto nella provincia di Taranto.
- il Matino prodotto nella provincia di Lecce.
- il Nardò prodotto nella provincia di Lecce.
- l'Ottavianello prodotto nella provincia di Brindisi.
- il Primitivo di Manduria e le numerose altre varianti prodotto nelle province di Brindisi e Taranto.
- il Salice Salentino prodotto nelle province di Brindisi e Lecce.
- lo Squinzano prodotto nelle province di Brindisi e Lecce.

A questi si aggiunge il Salento rosso prodotto nelle province di Brindisi, Lecce e Taranto che ha la denominazione Indicazione Geografica Tipica (IGT).

### Vini rosati
Degni di nota sono i vini rosati del Salento, grazie al particolare clima che garantisce una maturazione delle uve lenta e costante, vini ricchi di aromi e profumi. Tre rosati del Salento hanno anche la Denominazione di Origine Controllata DOC:
- il Salice Salentino rosato DOC prodotto nelle province di Brindisi e Lecce.
- il Leverano rosato DOC prodotto nella provincia di Lecce.
- il Lizzano rosato DOC prodotto nella provincia di Taranto.

### Vini bianchi
Vini non molto diffusi, ma che stanno conquistando i migliori palati nazionali e internazionali sono:
- il Leverano bianco DOC in cui domina la Malvasia Bianca, prodotto nella provincia di Lecce.
- il Lizzano bianco DOC, in cui domina il Trebbiano e la Malvasia prodotto in provincia di Taranto.
- il Salice Salentino bianco DOC in cui dominano le uve Chardonnay, prodotto nelle province di Brindisi e Lecce.
- l'Ostuni bianco DOC (vitigni Impigno e Francavilla), prodotto nella provincia di Brindisi.